# Fatal Fury 2
Fatal Fury 2 (餓狼伝説２ ～新たなる闘い～ Garō Densetsu 2 Aratanaru Tatakai?, "Fatal Fury 2: The New Battle") är ett man mot man-fightingspel från 1992, utgivet av SNK till Neo-Geo:s arkadmaskiner och hemkonsol. Spelet är uppföljare till Fatal Fury: King of Fighters, och det andra spelet i Fatal Fury-serien.

## Handling
Efter Geese Howards död i det första spelet, blir en mystisk adelsman sponsor till "King of Fighters"-turneringen. Denna gång hålls turneringen över hela världen, med deltagare från olika länder.

## Figurer

### Spelbara
- Terry Bogard – amerikansk gatuslagskämpe från Southtown.
- Andy Bogard – Terrys yngre bror, och koppōjutsu-utövare.
- Joe Higashi – japansk thaiboxningsutövare.
- Big Bear – australisk brottare, tidigare kallad Raiden (första Fatal Fury).
- Jubei Yamada – äldre japansk judoutövare, känd som "Yamada the Demon" i sin ungdom.
- Cheng Sinzan - taijiquanutövare från Hongkong.
- Kim Kaphwan – koreansk taekwondoutövare.
- Mai Shiranui – dotter till ninjaklanen Shiranui, och Andys stora kärlek.

### Bossar
- Billy Kane – brittisk slagskämpe som söker hämnd på Bogardbröderna och Joe.
- Axel Hawk – före detta tungviktsboxare som satsar på comeback.
- aurence Blood – tidigare matador, vars stridsteknik inspirerats av hans tjurfäktningsmetoder.
- Wolfgang Krauser – tysk adelsman som letar efter de ansvariga för Geese Howards nederlag.

## Mottagande
2011 rankade tidskriften Complex spelet som tidernas 35:e bästa fightingspel.

### Fotnoter
1. ↑  Peter Rubin, The 50 Best Fighting Games of All Time, Complex.com, 30 april 2014